# Patinaje en línea

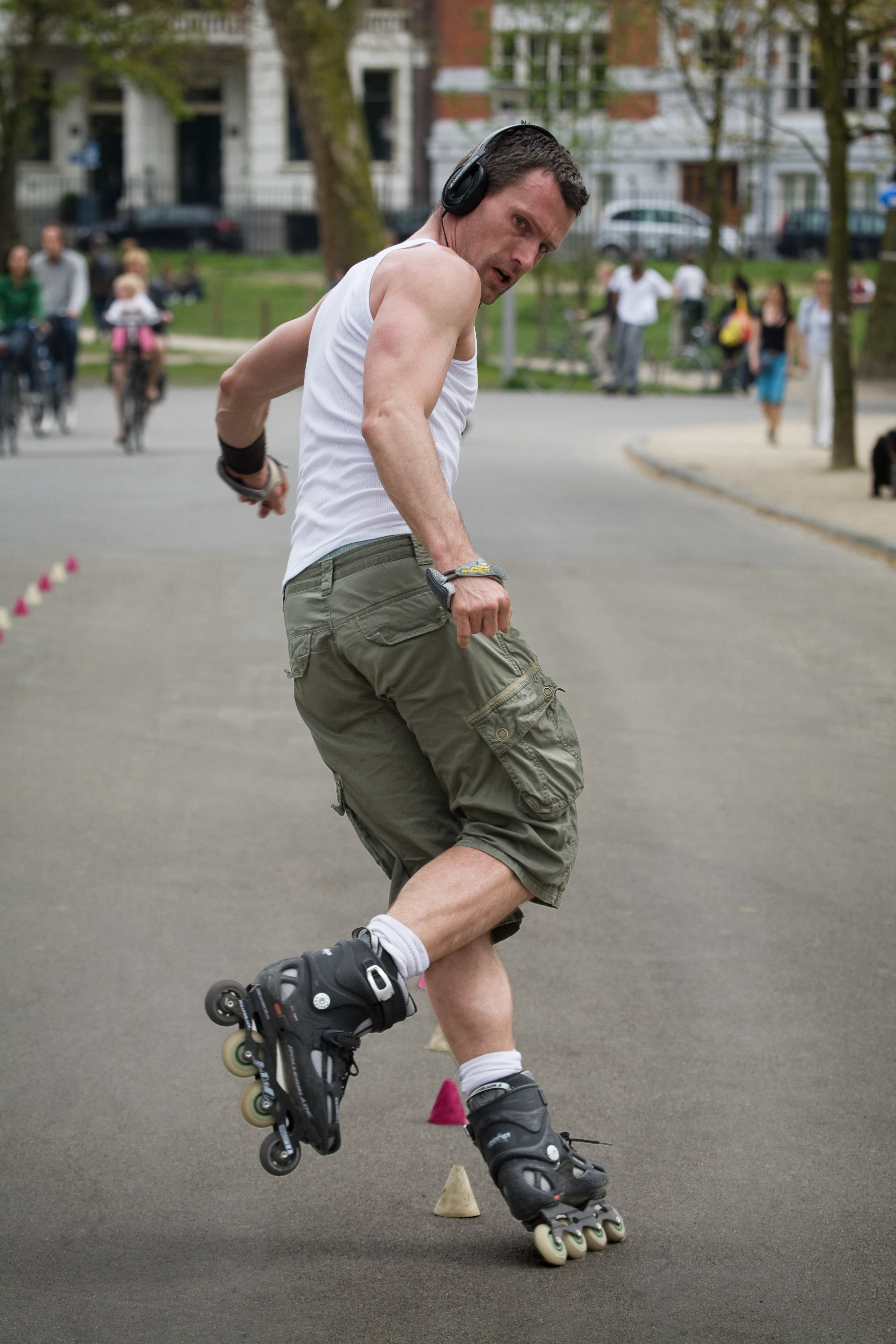
Un hombre patinando en línea en Vondelpark en Ámsterdam.

El patinaje en línea es un deporte multidisciplinario y puede referirse a una serie de actividades practicadas con patines en línea. Los patines en línea suelen tener de dos a cinco ruedas de poliuretano, según el estilo de práctica, dispuestas en una sola línea por un marco de metal o plástico en la parte inferior de una bota. El diseño en línea permite una mayor velocidad y maniobrabilidad que los patines de ruedas tradicionales (o "quad"). Siguiendo este principio de diseño básico, los patines en línea se pueden modificar en diversos grados para adaptarse a disciplinas de nicho.
El patinaje en línea se conoce comúnmente con el epónimo patentado de patines en línea, o simplemente patinar, debido a la popular marca de patines en línea, Rollerblade.

## Historia

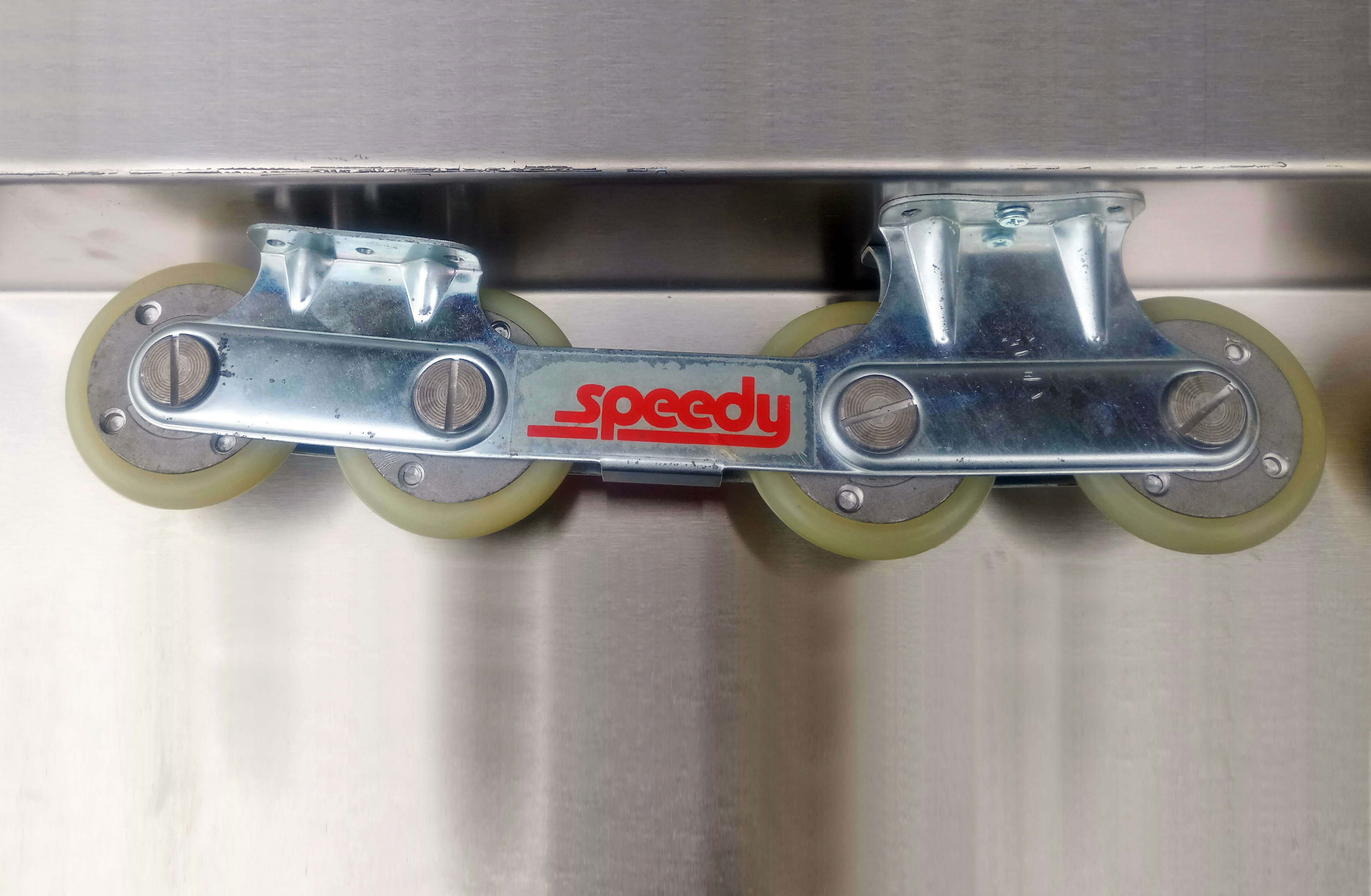
SKF-Speedy, 1978

Un patín en línea apareció en una patente de París en 1819, pero fue superado en popularidad por los patines quad.
La sucursal alemana de SKF desarrolló y produjo patines en línea en 1978 con ruedas para hockey o para la calle. El producto se detuvo después de un año porque la gerencia no quería un producto de consumo en su cartera.
Se desarrollaron otros patines en línea como sustitutos de los patines de hielo. La revista Life publicó una foto del patinador estadounidense Eric Heiden, entrenando para los Juegos Olímpicos de 1980, usando dichos patines en una carretera de Wisconsin.
En 1980, un grupo de jugadores de hockey sobre hielo en Minneapolis, Minnesota, buscaba una forma de practicar durante el verano. Scott y Brennan Olson formaron la empresa Rollerblade, Inc., para vender patines con cuatro ruedas de poliuretano dispuestas en línea recta en la suela de una bota acolchada. Vendieron la empresa en 1984 a Bob Naegele jr., quien hizo publicidad al público en general y vendió millones.
El deporte se hizo popular en los Estados Unidos en las décadas de 1980 y 1990, con decenas de millones de participantes. Los eventos de patinaje en línea agresivos se presentaron en los X Games de 1995 a 2005. La popularidad disminuyó en la década de 2000, con la preocupación de los padres por las lesiones y la creciente popularidad del fútbol, el lacrosse y el skateboarding. Hubo un renacimiento provocado por la necesidad de recreación socialmente distanciada durante la pandemia de COVID-19. [1]
Debido a la invasión rusa de Ucrania en 2022, World Skate prohibió a los atletas y oficiales rusos y bielorrusos participar en sus competencias, y no organizará ningún evento en Rusia o Bielorrusia en 2022.

## Disciplinas

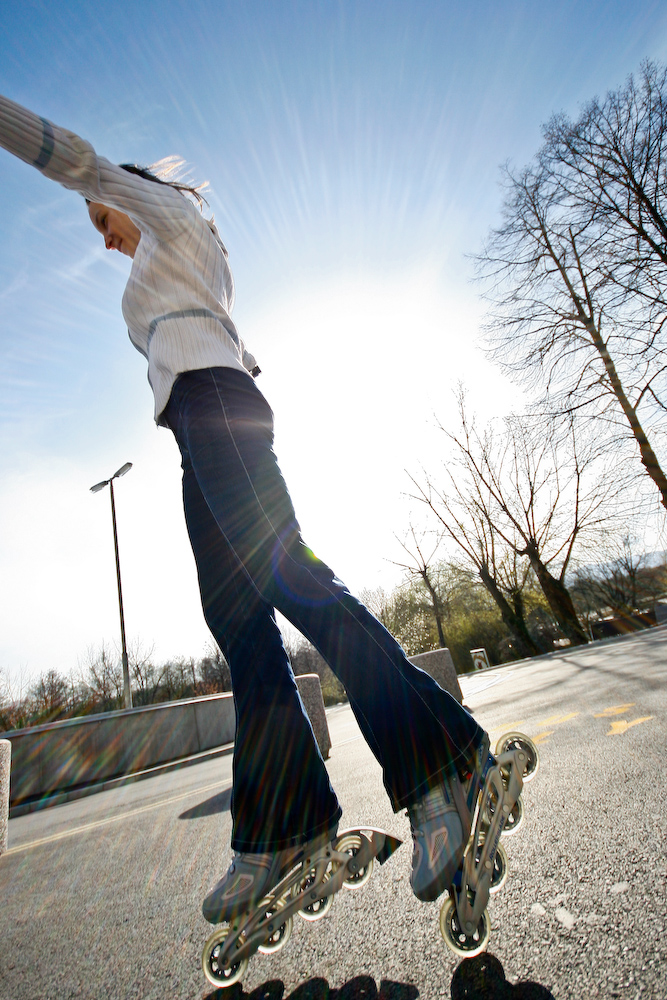
Patinaje en línea recreativo

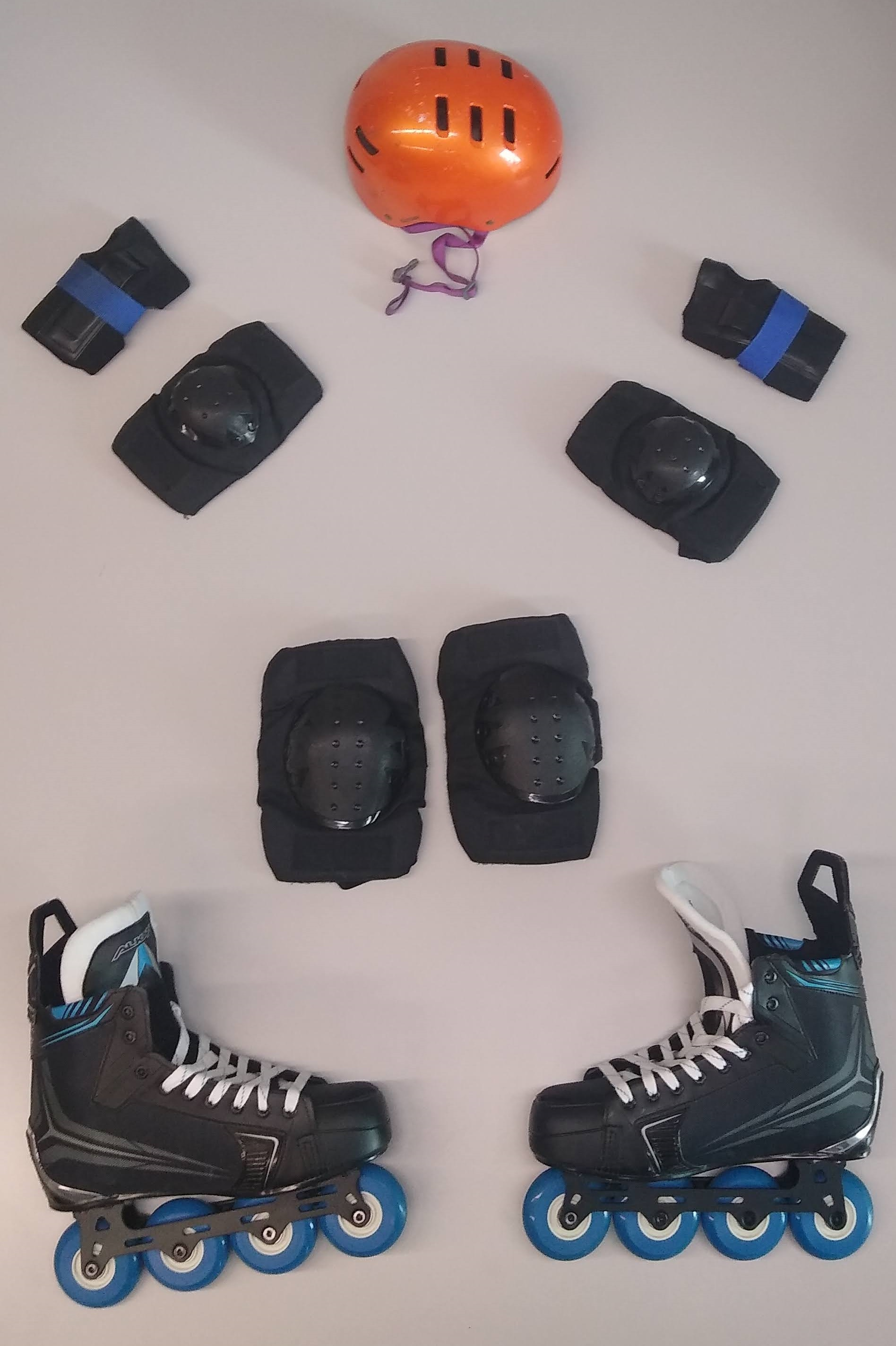
El equipo de protección típico para patinaje en línea incluye casco, coderas, muñequeras y rodilleras.

### Agresivo en línea
El patinaje agresivo (al que los participantes se refieren como patinar , patinar , patinar o rodar ) es una subdisciplina centrada principalmente en la ejecución de trucos en el canon de los deportes de acción. Los patines en línea agresivos están especialmente modificados para adaptarse a rutinas y saltos de grandes espacios. Los patines agresivos se identifican por un espacio prominente entre la segunda y la tercera rueda (conocido como H-Block) que permite rectificar perpendicular a la dirección de las ruedas. Una superficie de plástico duro en la suela de la bota conocida como "placa de suela" o "placa de alma" permite rectificar paralelo a las ruedas. De estas superficies de rectificado proviene un léxico de posturas de rectificado bien conocidas, aunque el deslizamiento puede ocurrir en cualquier superficie de la bota o las ruedas. Los patines agresivos suelen tener ruedas mucho más pequeñas que los patines en línea normales. El tamaño pequeño permite una mayor libertad al moler, ya que hay menos riesgo de atrapar obstáculos. Estas ruedas más pequeñas cuentan con un perfil plano para acomodar el impacto de los saltos de gran altura.

### Patinaje alpino
El patinaje alpino sobre patines debe su existencia al esquí, lo que permite a los esquiadores entrenar fuera de temporada a pesar de la falta de nieve. Los patinadores completan un recorrido marcado por puertas mientras descienden a altas velocidades. Sus movimientos básicos son, por tanto, similares a los del esquí alpino y muchos deportistas practican habitualmente ambas modalidades.

### Patinaje artístico/artístico
Los patinadores sobre ruedas artísticos utilizan patines en línea o cuádruples. El deporte se parece mucho a su contraparte sobre hielo, pero es más asequible en climas más cálidos. El patinaje artístico en línea se ha incluido en los campeonatos mundiales desde 2002.

### Patinaje recreativo/Fitness
Los patinadores recreativos suelen patinar en carreteras , carriles para bicicletas o senderospavimentados. Pueden estar patinando solos por transporte o fitness, patinando con amigos o participando en un evento organizado. Debido a que las áreas urbanas tienden a tener más peligros por el tráfico, muchas ciudades han organizado grupos sociales para hacer que patinar sea más seguro.
Los patinadores de fitness tienden a patinar con más frecuencia y recorrer distancias más largas. Los patines de fitness suelen tener rodamientos más rápidos y ruedas más grandes para generar velocidad y cubrir el terreno de manera más eficiente. Los patinadores de esta categoría tienden a patinar de 10 a 15 millas por hora (16 a 24 km/h) en promedio. Algunos se desafían a sí mismos a hazañas de patinaje de resistencia durante más de 48 km (30 millas).

### Patinaje estilo libre
El patinaje de estilo libre es una forma de patinaje en línea que se realiza en terreno llano y se refiere colectivamente a las disciplinas para las cuales la Asociación Internacional de Patinadores de Estilo Libre organiza competencias. Actualmente, la IFSA ha definido tres disciplinas que deben ofrecerse en cualquier competencia que sancionen: slalom de estilo libre , slalom de velocidad y salto libre. También se definen dos disciplinas adicionales, salto de altura y atasco, pero actualmente se consideran opcionales.

### Hockey
El hockey sobre patines en línea se practica en una pista especial sobre patines en línea y fue ideado originalmente por jugadores de hockey sobre hielo que querían seguir entrenando fuera de temporada. Los patines de hockey tienen tamaños de rueda generalmente en el rango de 72 a 80 mm. La puntera de la bota está característicamente cuadrada. La sensación de la bota es generalmente la misma que la de los patines de hielo, por lo que el cambio entre los patines de hockey y el hockey se reduce, lo que lleva a mejores simulaciones de hockey sobre hielo durante el entrenamiento.

### Patines de futbol
Fútbol sala sobre patines que se desarrolle en un polideportivo cubierto o en un espacio exterior debidamente delimitado.

### Patinaje de velocidad
También conocido como carreras en línea, el patinaje de velocidad es el deporte de patinar (generalmente en superficies planas, como pistas de patinaje ) con la intención de superar el puntaje de tiempo del oponente o llegar primero a la línea de meta.

### Patinaje vertical
Un término que se usa para referirse a los patines en línea en una rampa vertical , un medio tubo con algo de vertical, generalmente entre 6 y 24 pulgadas (15 a 61 cm). El patinaje vertical es una forma de gimnasia.realizado con patines. El propósito del patinaje vertical es montar más alto que la cofia (que es el tubo de metal en la parte superior de la rampa) y realizar giros o volteretas. Se centra en complicadas maniobras aéreas duras, como giros y volteretas. La intención del patinador es aumentar la velocidad hasta que tenga suficiente altura sobre el borde de la rampa para realizar varias acrobacias aéreas. En las competiciones, los patinadores tienen un tiempo limitado, a menudo menos de un minuto, para impresionar a los jueces con numerosos y difíciles trucos. El patinaje vertical puede ocurrir en la competencia y una vez fue parte de los X Games . Las rampas Vert también están presentes en muchos skateparks.